# Локомотиви БДЖ серия 05.00
Локомотивите серия 05.00 са предназначени за возене на бързи и експресни влакове по линии с наклони до 1,5 %. Със своята конструктивна скорост от 120 км/ч те са най-бързоходните парни локомотиви в БДЖ. Тази серия локомотиви, заедно със серия 03.00 са най-модерните в БДЖ. Парната машина е трицилиндрова, система „Drilling“.
В локомотива е монтиран с автоматичен редукционен вентил за парно отопление на пътническите влакове. Локомотивите и тендерите са обзаведени с автоматична и допълнителна въздушна спирачка. Ръчната спирачка действа само на тендера. Спирателни са всички сцепни и тендерни колооси без задната свободна колоос. Тендерът е четириосен, а колоосите са групирани в две двуосни талиги. През 1964 г. всички локомотиви от серията са приведени на пълно мазутно горене.
Редовната експлоатация локомотивите продължава до 1972 г. – около 30 години. Първоначално са оставени в резерв, а през 1975-76 година са бракувани. Нарязани са за старо желязо, като е запазен 05.01 (в Стара Загора) за музейната колекция на БДЖ.
| Експлоат. номер | Фабрика строител | Фабр. №/година | Бележки             |
| --------------- | ---------------- | -------------- | ------------------- |
| 05.01           | Krupp – Essen    | 2459/1941      | реставриран 2010 г. |
| 05.02           | Krupp – Essen    | 2460/1941      | Бракуван 1975 г.    |
| 05.03           | Krupp – Essen    | 2461/1941      | Бракуван 1975 г.    |
| 05.04           | Krupp – Essen    | 2462/1941      | Бракуван 1976 г.    |
| 05.05           | Krupp – Essen    | 2463/1941      | Бракуван 1976 г.    |